# 汗マーク

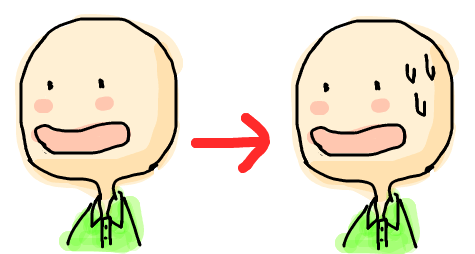
汗マークをつけることで生まれる表情の変化。

汗マーク（あせマーク、💧）とは、絵や文章中で用いられる水滴の形状をしたマークである。日本の、もしくはその影響下にあるマンガやアニメなどでの慣用表現（漫符）としてキャラクターの眉毛や額の上、後頭部などに描かれる汗のしずくや、文章中の約物として利用される汗のことを示す。また、同じ図形が、通常の水滴をあらわすのに用いられたり、涙の感情を表すことに用いられたりすることもある。

## 概要
汗を表す記号として用いる場合には、動揺、不安、困惑、羞恥等の幅広い感情に結びついており、その中には、一般的に汗をかかないような状況も含まれている。また、漫画では、実際の発汗の仕組みからはあり得ない箇所（髪や着衣の上など）やふきだしの中の文章中の約物として描かれるなど、独特の使用法が多い。
顔文字においてはセミコロンが汗マークとして用いられるほか、セミコロン単体で汗をかいている顔文字として用いられる場合もある。
類似の絵文字として、飛び散る汗を表現した絵文字「💦」もある。これは、焦っている状態や、運動により汗をかいている状態を示すのに用いられる。
携帯電話の絵文字の中には顔文字と汗を組み合わせた絵文字も存在する。
通常の水滴として表す場合にはさまざまな用途があり、天気予報にて雨を表す天気記号として使用されたり、蛇口からの水のたれる様子を表したりするなど水がある用途に用いたりするイラストとして用いられる。
文章中の場合には、汗を表す場合が多いが、涙を表すのに用いたり、雨を表すのに用いたりするなど前後の文脈を元にその記号の意味を判断する必要がある。

## コンピュータなどにおける利用
携帯電話の絵文字に含まれている。UnicodeにはUnicode 6.0で絵文字として採用された。

## 符号位置
| 記号 | Unicode | JIS X 0213 | 文字参照            | 名称                                        |
| ---- | ------- | ---------- | ------------------- | ------------------------------------------- |
| 💧   | U+1F4A7 | -          | &#x1F4A7; &#128167; | DROPLET                                     |
| 💦   | U+1F4A6 | -          | &#x1F4A6; &#128166; | SPLASHING SWEAT SYMBOL                      |
| 😅   | U+1F605 | -          | &#x1F605; &#128517; | SMILING FACE WITH OPEN MOUTH AND COLD SWEAT |
| 😓   | U+1F613 | -          | &#x1F613; &#128531; | FACE WITH COLD SWEAT                        |